# تلمبه‌خانه سبزآب
تلمبه‌خانه سبزآب یک منطقهٔ مسکونی در ایران است که در دهستان حومه (اندیمشک) واقع شده‌است. تلمبه‌خانه سبزآب ۱۱۶ نفر جمعیت دارد.